# گاوغوک آمریکایی
گاوغوک آمریکایی (نام علمی: Rana catesbeiana) که اغلب به سادگی با عنوان گاوغوک در کانادا و ایالات متحده آمریکا شناخته می‌شود، نام یک گونه بزرگ از تیره قورباغه‌های راستین بومی شرق آمریکای شمالی است. این قورباغه معمولاً در آب‌های دائمی بزرگ مانند باتلاق‌ها، آبگیر‌ها و دریاچه‌ها زندگی می‌کند و همچنین جزو جاندارانی است که هرگز نمی‌خوابد. گاوغوک را می‌توان در زیستگاه‌های دست‌ساز انسان مانند استخرها، حوضچه‌ها، آبراهه‌ها، خندق‌ها و زیرآبگذرها نیز یافت. نام گاوغوک از صدایی که قورباغه نر در طول فصل تولید مثل می‌دهد، گرفته شده‌است، صدایی که شبیه فریاد گاو است.
گاوغوک آمریکایی بزرگ‌ترین گونه قورباغه در آمریکای شمالی است.